# Black Caesar (piraat)
Henri Caesar, beter bekend onder zijn bijnaam Black Caesar (176? – 18??) was een Haïtiaans piraat.

## Jeugd
Henri Caesar is geboren in Haïti als de slaaf van een Franse plantage-eigenaar met de naam Arnaut. Als jongen voerde hij klusjes in het huis van zijn baas uit. Omdat hij behoorlijk sterk was, zette deze hem later aan het werk in het houtmagazijn. Hier kreeg hij het veel zwaarder, met name omdat de magazijnopzichter hem mishandelde. Toen de slavenopstand uitbrak die uiteindelijk tot de Haïtiaanse Revolutie zou leiden, nam Caesar wraak op deze opzichter en doodde hem met een zaag.

## Piraat
Caesar vocht met de slaven mee in de Revolutie, die in 1804 leidde tot de onafhankelijkheid van Haïti van Frankrijk. Na afloop van de strijd had het land echter weinig inkomen. Hierdoor besloot Caesar samen met zijn strijdmakkers zijn geluk op zee te zoeken. Zij hadden hun uitvalsbasis in de stad Port-de-Paix.

## Volkslegendes
Er bestaan veel volkslegendes rond deze piraat. Zo zou hij op verschillende plaatsen schatten begraven hebben met een totale waarde van tussen de 2 en 6 miljoen dollar. Op de plekken waar hij geweest was, liet hij merktekens achter op de bomen wat hem alleen maar geheimzinniger maakte. Ook zou hij hebben samengewerkt met José Gaspar, maar het is niet eens zeker of deze piraat wel bestaan heeft. Ook is niet duidelijk hoe en wanneer Caesar aan zijn einde is gekomen.